# Jüdischer Friedhof (Lengerich)

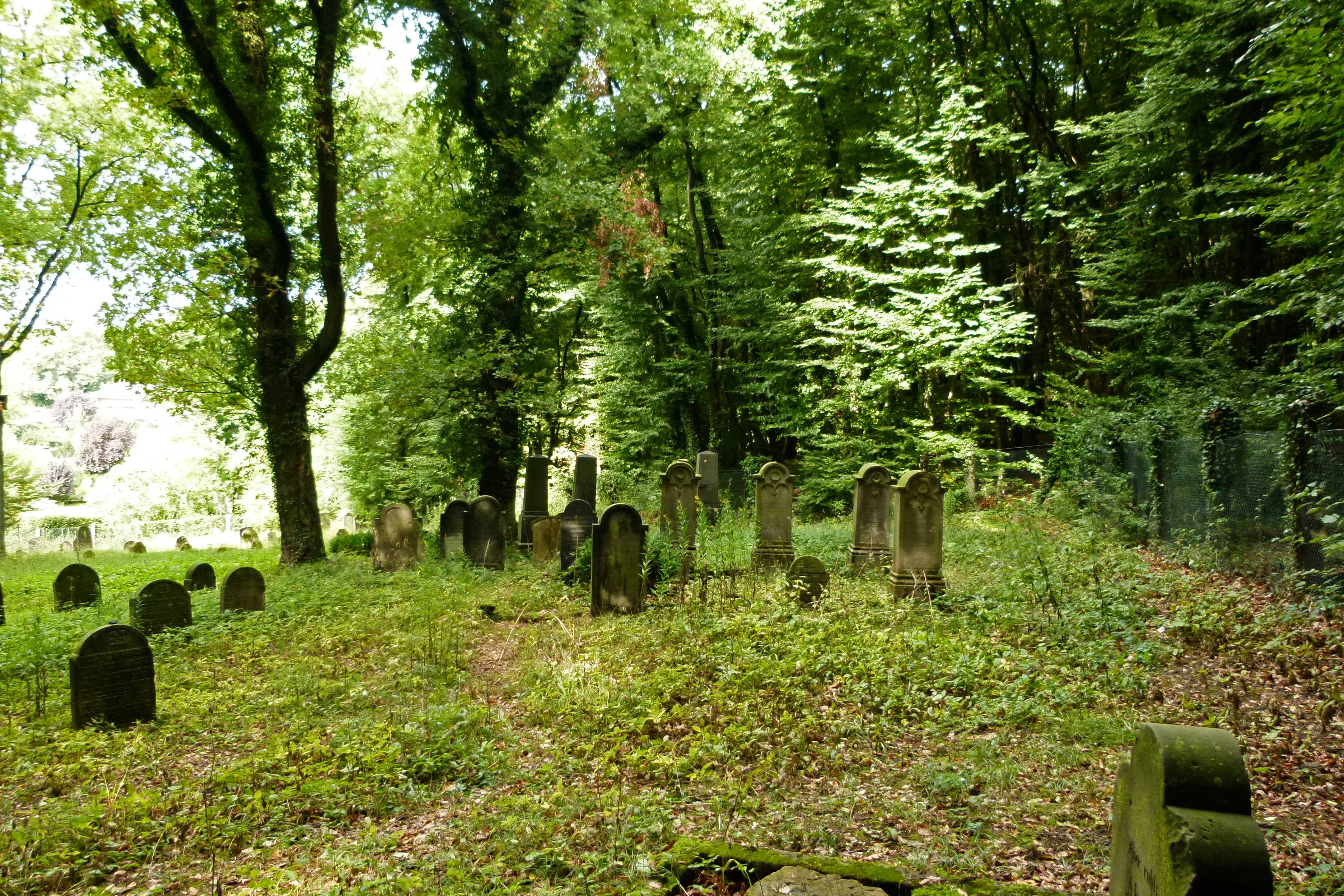
Der jüdische Friedhof in Lengerich

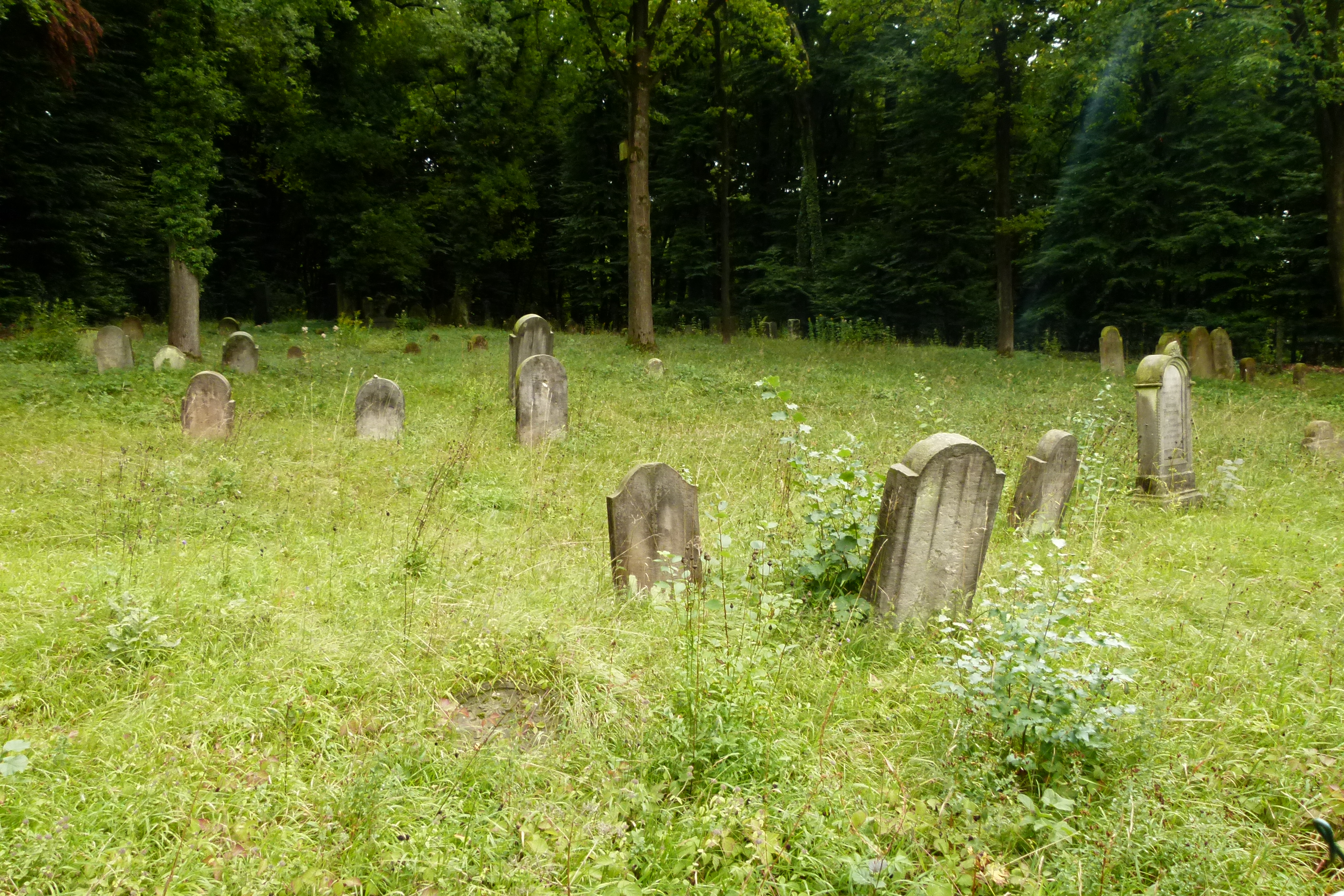
Der jüdische Friedhof in Lengerich

Der Jüdische Friedhof Lengerich ist ein geschütztes Baudenkmal in der Stadt Lengerich in der Region Tecklenburger Land (Kreis Steinfurt) im nördlichen Teil von Nordrhein-Westfalen. Der Friedhof, der sich im Wald am Ende des  Finkenweges befindet, wurde von 1750 bis 1936 belegt. Seit 1994 ist er als Baudenkmal eingetragen. Es sind 103 Grabsteine erhalten.